# USS Annoy (1942)
USS Annoy (AM-84) was een Amerikaanse mijnenveger van de Adroitklasse. Het schip werd gebouwd bij de Amerikaanse scheepswerf Commercial Iron Works uit Portland. Aan het eind van de oorlog werden de schepen van de Adroitklasse geherklasseerd als patrouillevaartuig. Na de herklassering werd de Annoy hernoemd tot PC 1588 